# Methanogenium boonei
A Methanogenium boonei egy metanogén, mezofil Archaea faj. Az archeák – ősbaktériumok – egysejtű, sejtmag nélküli prokarióta szervezetek. Sejtjei nem mozgékonyak, szabálytalan gömb alakúak, és 1,0-2,5 μm átmérőjűek. Optimális környezeti feltételek: hőmérséklet 19,4 °C, pH 6,4–7,8, sótartalom 0,3–0,5M Na+. Először Alaszkában Skan Bayben izolálták.

## Fordítás
- Ez a szócikk részben vagy egészben  a   Methanogenium boonei című angol Wikipédia-szócikk fordításán alapul.  Az eredeti cikk szerkesztőit annak laptörténete sorolja fel. Ez a jelzés csupán a megfogalmazás eredetét és a szerzői jogokat jelzi, nem szolgál a cikkben szereplő információk forrásmegjelöléseként.